# Blokhuispoort

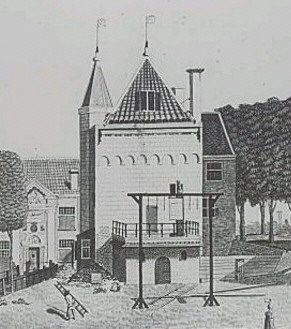
Het Blokhuis (1783) door H. Wensel

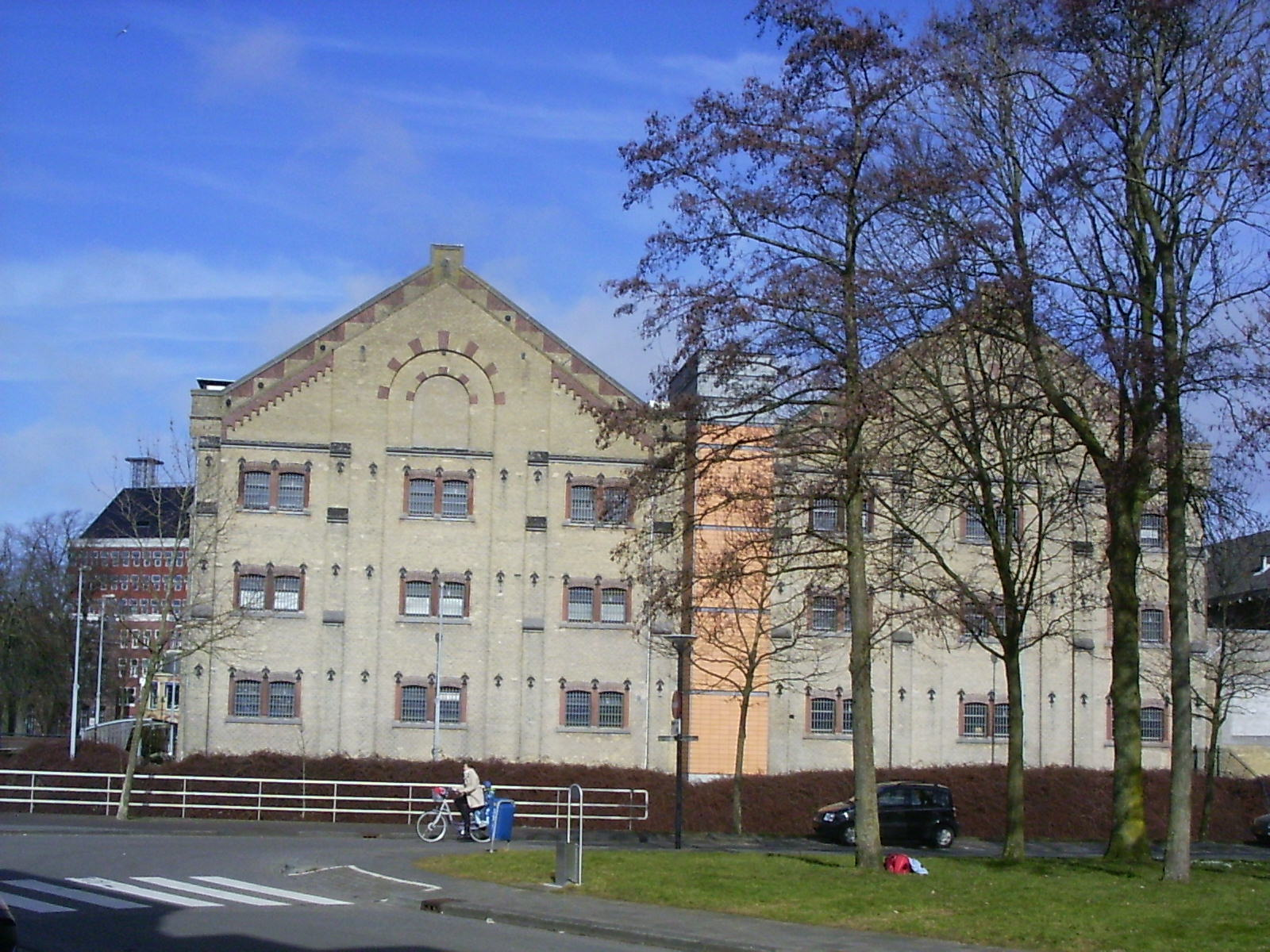
Voormalige gevangenis Blokhuispoort

De Blokhuispoort is een gebouwencomplex dat tot december 2007 dienst heeft gedaan als huis van bewaring in de stad Leeuwarden. Het huidige gebouw is in de tweede helft van de negentiende eeuw gebouwd op de plaats waar al rond 1500 een gevangenis stond. De Blokhuispoort staat op de zuidoostelijke hoek van de oude binnenstad. Het heeft in de eeuwen vele aanpassingen en uitbreidingen ondergaan en heeft sinds 1580 dienstgedaan als gevangenis. In de vorm die het nu heeft is het complex 130 jaar als gevangenis in gebruik geweest, er waren 180 cellen. Om aan de hedendaagse (brand)veiligheidseisen te voldoen had de penitentiaire inrichting voor €15.000.000 verbouwd moeten worden.
Het complex is rijkseigendom en kreeg na sluiting van de gevangenis tijdelijk een functie als cultuurcentrum. Ongeveer 130 creatieve ondernemers vonden er een plaats. Oud-personeel van de voormalige gevangenis richtte de stichting Blokhuispoort op die het behoud van het complex wil bevorderen als cultureel erfgoed. Deze stichting heeft in het alkovengebouw een gevangenismuseum ingericht met aandacht voor de geschiedenis van de gebouwen. In 2012 moest dit museum vanwege door complexbeheerder Carex Fryslân gestelde eisen worden ontruimd.

## Geschiedenis
De Friese landen waren aan het einde van de vijftiende eeuw het strijdtoneel van conflicten tussen de Schieringers en Vetkopers. Deze twee partijen leefden in voortdurende onmin met elkaar. In 1498 kreeg de Saksische heerser Hertog Albrecht van Saksen heerschappij over de Nederlandse provincie Friesland toegewezen van Maximiliaan I, keizer van het Heilige Roomse Rijk. Met name Schieringers ontvingen Albrecht van Saksen met open armen omdat daarmee de alsmaar groeiende macht van de stad Groningen over de Friese landen werd ingedamd. Echter, niet alle Friezen waren even blij met de komst van de hertog en Leeuwarden liep voorop in de strijd tegen de nieuwe heerser voordat de overname in 1498 definitief een feit werd. Door de grote macht van het grote Heilige Roomse Rijk onder Maximiliaan I waren de inwoners van de stad genoodzaakt te gaan onderhandelen met de Hertogs Graaf en stadhouder van Leeuwarden Willebrord van Schaumburg.

### Dwangburcht
Deze onderhandelingen vonden plaats in het Uniahuis dat gesitueerd was op de zuidoosthoek van de stad, waar nu de Blokhuispoort staat. Toen de onderhandelingen zo goed als ten einde liepen maar nog niet geheel afgerond waren, deed Willebrord van Schaumburg een poging om alvast meerdere middelen van verzekering binnen de stad te brengen. Door een list dacht hij zijn doel te bereiken; de kruittonnen waren met boter besmeerd en het geschut op de wagens werd met riet overdekt. Deze boze opzet werd bemerkt en verijdeld door de Leeuwarders waarbij het weerloze Uniahuis het moest ontgelden. Er volgde een negen weken durend beleg van de stad die dapper werd doorstaan maar uiteindelijk zagen de Leeuwarders zich genoodzaakt het verzet te staken en zich aan te sluiten bij Willebrord van Schaumburg. Onder strenge voorwaarden werd overeengekomen dat de Graaf werd toegestaan een sterke vesting, een dwangburcht, te bouwen binnen de stad.
Door het aanhoudende gevaar rondom de stad en dreigende aanvallen en plunderingen besloot de hertog al kort na de overgave van Leeuwarden tot de bouw van een fort over te gaan. De nog weinig bebouwde zuidoosthoek van de stad werd het meest geschikt bevonden. Het huis en hof van het adellijk geslacht Hania, wat in het begin van de 15e eeuw was gebouwd, en eveneens de tuin van Jan Tammama, moesten daarvoor aangekocht en afgebroken worden. Nadat men halverwege november 1498 was begonnen met het rooien van bomen, de plaats te effenen en af te palen ving men 22 februari 1499 aan met de bouw van "Het Blokhuis". Tot het graven van de gracht werden tegen vergoeding de naastgelegen grietenijen belast. De stenen van het gesloopte Uniahuis werden gebruikt voor de bouw, daarnaast werden stenen aangevoerd die afkomstig waren van de door de Leeuwarders en Groningers vernielde stinsen van enkele Schieringer Edelen. Er is een plattegrond van Leeuwarden van rond 1500, waarop te zien is dat het Blokhuis een verzameling van gebouwen is, waarvan er geen enkele, met uitzondering van de in 1530 geheel hernieuwde Kapel, anders dan door omvang aanzienlijk uitsteekt boven de andere.

### Fortificatie
In 1557 begon men onder toezicht van een gespecialiseerde bouwmeester met het maken van nieuwe versterkingen in de vorm van nieuw en aanbouw. Meer dan 1300 ton kalk uit Dordrecht, 100 ton cement uit Amsterdam, 100 schuiten zand, 100.000 Friesche en 400.000 dubbele Leidsche stenen worden naar het Blokhuis verscheept, terwijl van het vorige jaar nog 800.000 Leidsche stenen onder de uitgaven staan geboekt. Dat alles werd verwerkt in een nieuw rondeel in de noordoosthoek van het fort. Ook arriveerde er nieuw en zwaarder geschut uit Utrecht, dat werd geplaatst op de nieuwe fortdelen. Het was in een tijd waarin verhoudingen tussen vorsten en onderdanen verslechterden en het uiterlijk van het Leeuwarder Blokhuis meer verdedigende vormen aannam. Uit kaarten van 1550 en 1560 blijkt dat het fort 'Het Blokhuis' was voorzien van vier zware torens of ronddelen op de vier hoeken, het ontwerp kwam grotendeels overeen met dat van het Kasteel van Stavoren dat in 1522 was gebouwd.
In 1562-1564 werd onder andere een onderkomen gebouwd voor de maarschalk van het fort. De aanvoer van grote hoeveelheden hout, spijkers en stenen getuigt van de grote omvang van de verbouwingen. Uit plattegronden van de stad blijkt dat Het Blokhuis in deze periode grote veranderingen onderging. In volgende jaren waren het bakhuis, het kruithuis, het slachthuis, het huisken in des Heeren hof en de rosmolen aan de beurt; de wal werd hier en daar geducht onder handen genomen. Ook werd de nieuwe gevangenis waar nodig voorzien en versterkt met yseren doeren, waarvoor al in 1554 materiaal was aangekocht.

### Opstand
Vanaf 1568 kwamen de Nederlanden in opstand tegen het bestuur van Filips II die steeds hogere belastingen invoerde en veranderingen in de religie niet toestond. Hiermee begon de Tachtigjarige Oorlog. De landelijke kastelen, forten, gewesten en plaatsen stonden onder het gezag van maarschalken, graven, stadhouders en de vorst. Caspar de Robles was onder het gezag van vorst Filips II stadhouder van Friesland van 1568 tot 1576. In 1579 tekenden enkele noordelijke gewesten de Unie van Utrecht, waarin zij afspraken gezamenlijk in opstand tegen de Spaanse overheersing te komen. Daardoor kreeg ieder gewest zelfbeschikking. Ook de Staten van Friesland tekende deze overeenkomst en verklaarde zich formeel onafhankelijk. De maarschalk van Het Blokhuis, George van Lalaing, graaf van Rennenberg, twijfelde en aarzelde te gehoorzamen waarna de Staten met geweld dreigden. Groepen burgers belegerden vervolgens onder leiding van de tachtigjarige gereformeerde burgemeester Adje Lammerts het Blokhuis. Lalaing voelde zich gedwongen te onderhandelen. Op 1 februari 1580 werd de capitulatie getekend en namen de Staten en de Stad het kasteel in bezit. Het Blokhuis werd spoedig daarna ingericht tot een huis van arrest voor het Hof van Friesland. Tegen de westelijke gevel werd een schavot gebouwd en ten behoeve van het krijgsgericht werd vóór het huis een galg geplaatst.

### Gevangenis
De woonbestemming van Het Blokhuis veranderde redelijk snel. In 1580 kreeg het inmiddels kasteelachtige gebouw, omringd met water, een bestemming als gevangenis. Bij de slechting van Het Blokhuis op 1 februari 1580 bleven de oostelijke en zuidelijke wallen bestaan en slechts een van de vier rondelen, namelijk dat op de zuidoostelijke hoek. Dit rondeel, dat de naam bleef dragen van "Pynigtoren" (Pynig betekent Pijnig), omdat de pijnbank van het Hof daarin was gevestigd, komt nog op de 17e-eeuwse plattegronden van de stad voor, onder andere afgebeeld op het 11e deel van Eekhoffs werk (Plaat VII). Op de plaat van J.H. Knoop (1760) wordt het zuidoostelijke ronddeel niet meer weergegeven. Tijdens deze slechting werd ook een gedenkpenning geslagen waarop de bevrijder Prins Willem van Oranje als David afgebeeld wordt. Wopke Eekhoff verteld in zijn geschiedkundige beschrijving van Leeuwarden dat in 1783 de oude westelijke gevel geheel werd vernieuwd met een nieuwe fraaie laag, naar Toscaans voorbeeld. Daarboven werd het door twee leeuwen vastgehouden wapenschild van de provincie geplaatst. Ook de hoofdpoort in de muur van de noordzijde werd vernieuwd en voorzien van het "Beeld der Gerechtigheid". Ook inwendig onderging het gebouw de nodige veranderingen om het zo beter geschikt te maken voor zijn nieuwe bestemming. Het gebouw werd voorzien van veertien cellen, tien vertrekken, zalen en woonkamers waarvan "De Heerenzaal" (Examinatiekamer voor de Raden van den Hove) de voornaamste was. Daarnaast werden kamers zoals de pijnigkamer aangepast waarin vroeger de gebruikte pijnbank met toebehoren stond, de "Droefkamer", waarin de ter dood veroordeelden hun laatste uren doorbrachten, de civiele gevangenis (ook wel "de Gijzeling" genoemd), de "Studentenkamer", de "Ontkleedkamer" en de "Geeselzaal". Aan het plafond van deze Geeselzaal hing lange tijd een opgezette krokodil waarvan men zei dat deze ooit langs de Friese kust was gevonden. Het vertrek aan de westgevel verleende toegang tot het omheinde schavot, waarop de uitspraken (regtsoefeningen) van het Hof van Justitie werden uitgevoerd. In 1661 was achter het Blokhuis een Lands Tucht- en Werkhuis gebouwd dat in 1754 door brand werd verwoest. Er vielen vijf doden en twaalf gevangenen wisten te vluchten. Het gebouw was twee jaar later weer opgebouwd. In 1824 werd Het Blokhuis zelf verbouwd en tot woning voor de commandant van de gevangenis ingericht. In 1870 werd het uiteindelijk afgebroken om plaats te maken voor de tegenwoordige rijksgevangenis.
Naast de toegang van de gevangenis aan het Blokhuisplein stond tot 1971 het voormalige Stadsziekenhuis.

## Archeologie
Tijdens werkzaamheden van "den dienst der Gemeentewerken" in 1919 kwamen de oude fundamenten aan het licht maar deze zijn geruimd tijdens de afgraving die werd gedaan ten behoeve van de scheepvaart. Op deze hoek kwam het Nieuwe Kanaal samen met stadsgracht. Hoewel de funderingen in 1919 zijn geruimd zijn ze wel uitgebreid gedocumenteerd. Bij het opruimingswerk bleek het rondeel te zijn aangelegd op 1,50 m beneden Fries Zomerpeil en te rusten op een fundering bestaand uit liggend roosterwerk van ribben (doorgezaagde eiken palen) en met zwaluwstaartverbindingen aan elkaar bevestigd. De ronde toren was nog tot 1 meter boven zomerpeil aanwezig, had inwendig een doorsnee van 5,80 meter en uitwendig 12,50 meter. Maar liefst 240 kubieke meter metselwerk moesten worden verwijderd. Alle negen vakken van het achthoekige roosterwerk waren volgeslagen met ongeveer 2,50 meter lange palen, van tapse vorm en bij vier stuks tegelijk uit één ongeveer 0,30 meter dikke eiken paal van diezelfde lengte gezaagd. Deze dunnere palen waren allemaal met de punt in de grond geslagen.

## Ontsnappingen
In de geschiedenis van de gevangenis hebben zich in de loop van tijd meerdere ontsnappingen en ontsnappingspogingen voorgedaan.
Een van de meest spectaculaire ontsnappingen in haar geschiedenis was de overval door het Nederlandse verzet op 8 december 1944. Er ging een feilloos door Piet Kramer uitgewerkt plan aan vooraf om te voorkomen dat de nabij gelegerde Duitsers werden gealarmeerd. Op de avond van 8 december werden 51 verzetsmensen door hun vrienden van de KP uit de cel bevrijd waarbij niet één schot is gelost. De Sicherheitsdienst (SD) besloot geen represailles te nemen tegen de actie. Deze actie wordt gezien als een van de grootste verzetsdaden tijdens de Tweede Wereldoorlog. De overval is in 1962 verfilmd door Paul Rotha onder de titel De Overval. De volgende personen waren bij de aanval betrokken: Piet Kramer, Mevrouw Lammers, Eppie Bultsma, Jannie Bultsma, Koopman, Vos, Jellema, Agent Turksma, Inspecteur Bakker, Mies, Grundmann en Walther.
Andere uitbraken en pogingen die hebben plaatsgevonden:
- De eerste ontsnapping dateert van 15 juni 1868. Er ontsnapten een zestal gevangenen. Christoffel Veldink en Hendrik Jan Hulsbeek werden vrij snel na hun ontsnapping door landlieden bij Goutum en Rijperkerk opgepakt. Bij Roodkerk werden twee andere gevangen opgepakt waaronder Schultz en de destijds beruchte Van Schenck. Ze werden vervoerd per trekschuit en onderweg door het overboord slaan van de geboeide Schultz kwam deze te overlijden waarbij opmerkelijk genoeg Van Schenck zijn tranen de baas niet meer was. Het waren blijkbaar twee goede vrienden. In Leeuwarden verzamelden zich mensen om de binnenkomst van de ontsnapten te aanschouwen. Daarbij kwam een veertienjarige jongen om toen de overbeladen pont die de mensen van de Oosterkade naar de Grachtswal vervoerde om was geslagen. Vier dagen later werd bij Buitenpost de vijfde gevangene door een veldwachter opgepakt. De zesde ontsnapte bleef voortvluchtig.
- Op 13 januari 1883 wisten twee gevangenen door het onopgemerkt achterblijven in de verblijfszaal van de Blokhuispoort via een raam op het dak van de gevangenis te komen. Vanaf het dak lieten zij zich met een touw naar beneden zakken, waarbij een van hen viel en zijn rechterbeen brak. Ondertussen waren de bewaarders al op de plek aangekomen, waarna de ontsnapten weer in het gevang werden gezet.
- In 1974 wist de Haagse meesterkraker, het genie van de thermische lans, Aage Meinesz te ontsnappen uit De Blokhuispoort. De meesterkraker vluchtte op de avond van 27 april. Door hulp van buitenaf was hij in het bezit gekomen van een snijbrander waarmee hij de tralies van zijn cel doorbrandde. Met een touw is hij daarna over de muur geklommen. Een medevluchter werd bij de ontsnapping gepakt.

## Trivia
In 2025 werd in deze voormalige gevangenis het programma Hel of Hotel opgenomen. Voor dit realityprogramma lieten zes BN'ers zich hier samen met twaalf ex-gedetineerden vrijwillig opsluiten om te laten zien hoe het er een Nederlandse gevangenis aan toe ging. De ex-gedetineerden vertelden hierbij tevens hun eigen verhaal over hun leven in de gevangenis. Op deze manier kunnen TV-kijkers zien hoe het is om opgesloten te zitten in een gevangenis. Het programma is te streamen via NPO Start.